# Pygocentrus cariba
Pygocentrus cariba är en fiskart som först beskrevs av Alexander von Humboldt 1821.  Pygocentrus cariba ingår i släktet Pygocentrus och familjen Characidae. Inga underarter finns listade i Catalogue of Life.